# FOR THE NEXT
FOR THE NEXT（フォー・ザ・ネクスト）は、FMラジオネットワークのJAPAN FM LEAGUE（JFL）が2013年より展開しているキャンペーン企画および特別番組。合わせて開催されるライブイベントについても本項で述べる。

## 概要
2013年、JFL設立20周年を記念しFM NORTH WAVE、J-WAVE、ZIP-FM、FM802、CROSS FMの5局共同のキャンペーンとして「JFL 20th ANNIVERSARY FOR THE NEXT」が企画された。初年度のピックアップアーティストは、JFL設立年の1993年にデビューした斉藤和義。斉藤と各地個別に選出されたアーティストたちが対バン形式でライブセッションを行い、その模様が特別番組でオンエアされた。そしてこの対バン形式のイベントを開催するという方式は翌年以降も引き続き行うことになる。
2014年は「FOR THE NEXT 2014」としてイベント（共同企画）を開催。ピックアップアーティストはSuperfly。本年度より各局のDJがテーマに沿った選曲を行いプレイリスト化して公式サイトで発表したり各局の番組でオンエアされる企画が行わるようになった。
2015年はエレコムをメインスポンサーに迎え、「ELECOM FOR THE NEXT 2015」としてイベントを開催。ピックアップアーティストは19年ぶりに新曲を披露し本格的活動を行うこととなったYEN TOWN BAND。

## キャンペーンソング
キャンペーンソングはJFLで先行独占オンエアということになっており、特別番組の放送終了までは他系列局ではオンエアされないことになっている。
2013年
- 斉藤和義「カーラジオ」（シングル「Always」収録）

2014年
- Superfly「You You」（シングル「愛をからだに吹き込んで」収録）

2015年
- YEN TOWN BAND「アイノネ」

2016年
- ASIAN KUNG-FU GENERATION「ループ&ループ(2016 ver.)」

2018年
- MAN WITH A MISSION「Freak It! feat. 東京スカパラダイスオーケストラ」

2019 - 2020年
- AI「Baby You Can Cry」

2021年
- マカロニえんぴつ「listen to the radio」（シングル「はしりがき」収録）

2022年
- BE:FIRST「Brave Generation」

## 放送
2013年
- 5局時差ネット。ナビゲーターも各局ごとに異なっていた[1]。

| 放送局        | 放送日時                      | ナビゲーター         |
| ------------- | ----------------------------- | -------------------- |
| J-WAVE        | 2013年09月23日 22:00 - 翌0:00 | 藤田琢己             |
| FM NORTH WAVE | 2013年09月22日 20:00 - 22:00  | カツノリ             |
| ZIP-FM        | 2013年09月23日 19:00 - 20:50  | 小林拓一郎           |
| FM802         | 2013年09月23日 19:00 - 20:48  | 加藤真樹子、吉村昌広 |
| CROSS FM      | 2013年09月23日 19:00 - 20:54  | 栗田善太郎           |

2014年
本年度はライブイベントが特別番組の放送より後発になる札幌と名古屋のイベントの模様はオンエアされなかった。
- 5局同時ネット[3]
  - 2014年11月03日 18:00 - 19:55

2015年
- 5局時差ネット[5]
  - 放送日 2015年11月23日
    -  J-WAVE  CROSS FM  18:00 -
    -  FM NORTH WAVE  ZIP-FM  FM802  19:00 -

2016年
- 5局時差ネット
  - 放送日 2016年11月23日
    -  J-WAVE  CROSS FM  18:00 -
    -  FM NORTH WAVE  ZIP-FM  FM802  19:00 -

2018年
- 5局時差ネット
  - 放送日 2018年03月21日
    -  CROSS FM  18:00 -
    -  FM NORTH WAVE  FM802  19:00 -
    -  ZIP-FM  21:00 -
    -  J-WAVE  23:00 -

2019 - 2020年
- 5局時差ネット
  - ナビゲーター 藤田琢己

| 放送局        | 放送日時                     |
| ------------- | ---------------------------- |
| FM802         | 2020年03月01日 19:00 - 20:55 |
| FM NORTH WAVE | 2020年03月01日 20:00 - 21:59 |
| J-WAVE        | 2020年03月01日 22:00 - 23:54 |
| CROSS FM      | 2020年03月01日 22:00 - 23:59 |
| ZIP-FM        | 2020年03月02日 21:00 - 22:57 |

2021年
- 5局時差ネット
  - ナビゲーター 藤田琢己

| 放送局        | 放送日時                                 |
| ------------- | ---------------------------------------- |
| ZIP-FM        | 2021年03月28日 19:00 - 19:55             |
| FM NORTH WAVE | 2021年03月28日 20:00 - 21:00             |
| J-WAVE        | 2021年03月28日 22:00 - 22:54             |
| CROSS FM      | 2021年03月28日 23:00 - 翌00:00           |
| FM802         | 2021年03月29日 00:00 - 01:00（28日深夜） |

2022年
- 5局時差ネット
  - ナビゲーター[注 1] 藤田琢己／加藤ジュン／永田レイナ／大抜卓人／コウズマユウタ

| 放送局        | 放送日時                               |
| ------------- | -------------------------------------- |
| FM802         | 2022年03月14日 18:00 - 20:00           |
| FM NORTH WAVE | 2022年03月14日 19:00 - 21:00           |
| ZIP-FM        | 2022年03月14日 23:00 - 翌01:00         |
| CROSS FM      | 2022年03月14日 23:00 - 翌01:00         |
| J-WAVE        | 2022年03月15日 00:00 - 02:00(14日深夜) |

## ライブイベント

### 2013年
Zepp DiverCity TOKYO (2013年 9月5日)
斉藤和義／レキシ
Zepp Namba OSAKA (2013年 9月9日)
斉藤和義／NICO Touches the Walls
Zepp Fukuoka (2013年 9月10日)
斉藤和義／山崎まさよし
Zepp Nagoya (2013年 9月12日)
斉藤和義／THE BAWDIES
Zepp Sapporo (2013年 9月17日)
斉藤和義／HY

### 2014年
Zepp Fukuoka (2014年10月18日)
Superfly／back number
Zepp Namba OSAKA (2014年10月20日)
Superfly／KREVA
Zepp DiverCity TOKYO (2014年10月24日)
Superfly／THE BAWDIES
Zepp Sapporo (2014年11月28日)
Superfly／レキシ
Zepp Nagoya (2014年12月01日)
Superfly／Nothing's Carved In Stone

### 2015年
Zepp Sapporo (2015年10月17日)
YEN TOWN BAND／ACIDMAN／Lily Chou-Chou
Zepp TOKYO (2015年10月22日)
YEN TOWN BAND／amazarashi／Lily Chou-Chou
Zepp Fukuoka (2015年10月25日)
YEN TOWN BAND／クリープハイプ／Lily Chou-Chou
Zepp Nagoya (2015年10月26日)
YEN TOWN BAND／miwa／藤巻亮太
Zepp Namba OSAKA (2015年10月28日)
YEN TOWN BAND／スキマスイッチ

### 2016年
Zepp Nagoya (2016年11月04日)
ASIAN KUNG-FU GENERATION／SHISHAMO
Zepp Sapporo (2016年11月12日)
ASIAN KUNG-FU GENERATION／KANA-BOON
福岡サンパレス (2016年11月18日)
ASIAN KUNG-FU GENERATION／BLUE ENCOUNT
なんばHatch (2016年11月28日)
ASIAN KUNG-FU GENERATION／THE ORAL CIGARETTES
豊洲PIT (2016年12月01日)
ASIAN KUNG-FU GENERATION／KEYTALK

### 2018年
DRUM Logos (2018年03月13日)
MAN WITH A MISSION／SHIMA
Zepp Nagoya (2018年03月15日)
MAN WITH A MISSION／ヒステリックパニック
Zepp Osaka Bayside (2018年03月20日)
MAN WITH A MISSION／SUPER BEAVER
Zepp DiverCity Tokyo (2018年03月23日)
MAN WITH A MISSION／BRADIO
Zepp Sapporo (2018年03月25日)
MAN WITH A MISSION／The Floor

### 2019 - 2020年
Zepp Fukuoka (2020年01月26日)
AI／iri
Zepp Namba (2020年02月01日)
AI／ビッケブランカ
Zepp Nagoya (2020年02月02日)
AI／ベリーグッドマン
Zepp Sapporo (2020年02月16日)
AI／SIRUP
Zepp DiverCity Tokyo (2020年02月23日)
AI／TENDRE

### 2022年
LINE CUBE SHIBUYA (2022年03月04日)
BE：FIRST／SKY-HI／Novel Core／Aile The Shota